# Franz Gustav Arndt
Franz Gustav Arndt (* 20. August 1842 in Lobsens, Provinz Posen; † 13. März 1905 in Blasewitz) war ein deutscher Landschafts- und Genremaler.

## Leben
Arndt wurde in Lobsens, dem heutigen Łobżenica, geboren. Er war ein Sohn des Königlich Preußischen Kreisgerichtsdirektors Gustav Wilhelm Arndt und dessen Frau Henriette Charlotte, geb. Doenniges. Sein Bruder war der Historiker und Paläograf Wilhelm Arndt (1838–1895).
Arndt war Schüler der Großherzoglich-Sächsischen Kunstschule in Weimar unter Alexander Michelis und Theodor Hagen. Ab 1876 war er dort als außerordentlicher Professor für Landschaftsmalerei und von 1879 bis 1881 als Sekretär der Kunstschule tätig. Arndt war Mitglied der Weimarer Gesellschaft für Radierkunst. 1872 und 1877 machte er Studienreisen nach Italien. Im Jahre 1884 zog er nach Berlin und 1887 nach Blasewitz bei Dresden. Von Arndt gibt es im Liszt-Haus Weimar ein Bild, welches sich auf ein Musikwerk Liszts bezieht. Franz Gustav Arndt war unverheiratet. Seine Grabstelle befindet sich auf dem Ev.-Luth. Johannisfriedhof in Dresden Tolkewitz.

## Werke (Auswahl)
- Sommermorgen in der Rhön. 1868
- Ein norddeutsches Kirchlein. 1872
- Elegie. 1873, in London prämiert
- Brunnen auf Capri. 1874

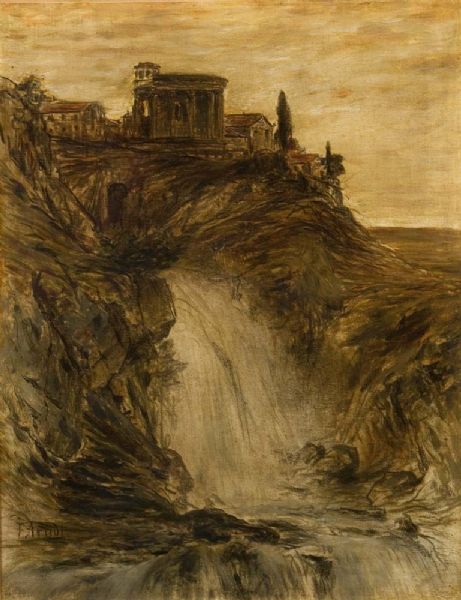
Italienische Landschaft

- Arbeiterfamilie. Motiv von Capri, 1875
- Die vier Jahreszeiten. Vier Ölgemälde in Gemeinschaft mit Hieronymus Christian Krohn für den Speisesaal des Hamburger Kunstfreundes Ed. F. Weber ausgeführt 1877.[5][6]
- Küste von Messina. 1879
- Adonisfest. 1884
- Tal von Wallendorf bei Weimar. 1886
- Motiv von Herrnskretschen – Felspartie. 1888
- Am Waldbache. Motiv vom Edmundsgrunde (sächs. Schweiz), 1888
- Pfirsichblüte in Loschwitz. 1888
- Feuchter Abend. 1888